# VL10
La VL10, (ru: ВЛ10) est une locomotive à courant continu de fret utilisée en Union Soviétique et toujours employée aujourd'hui par la Compagnie des chemins de fer russes. Les initiales VL sont celles de Vladimir Lénine (ru: Владимир Ленин).

## Histoire
La série VL10 fut construite pour remplacer la série VL8 vieillissante et qui, en 1960, n'était plus conforme aux rails soviétiques. Les VL10 étaient construites à Tbilissi entre 1961 et 1977, et aussi bien à la Novocherkassk Electric Locomotive Plant (НЭВЗ) entre 1969 et 1976. C'est aussi là que tous les composants mécaniques étaient produits. Le premier prototype de la série VL10 fut construit à sous la désignation Т8-001. La locomotive fut construite en 1961 pour coïncider avec le quarantième anniversaire de la domination soviétique en République socialiste soviétique de Géorgie.